# Burrweiler
Burrweiler is een plaats in de Duitse deelstaat Rijnland-Palts, en maakt deel uit van de Landkreis Südliche Weinstraße.
Burrweiler telt 793 inwoners.

## Bestuur
De plaats is een Ortsgemeinde en maakt deel uit van de Verbandsgemeinde Edenkoben.

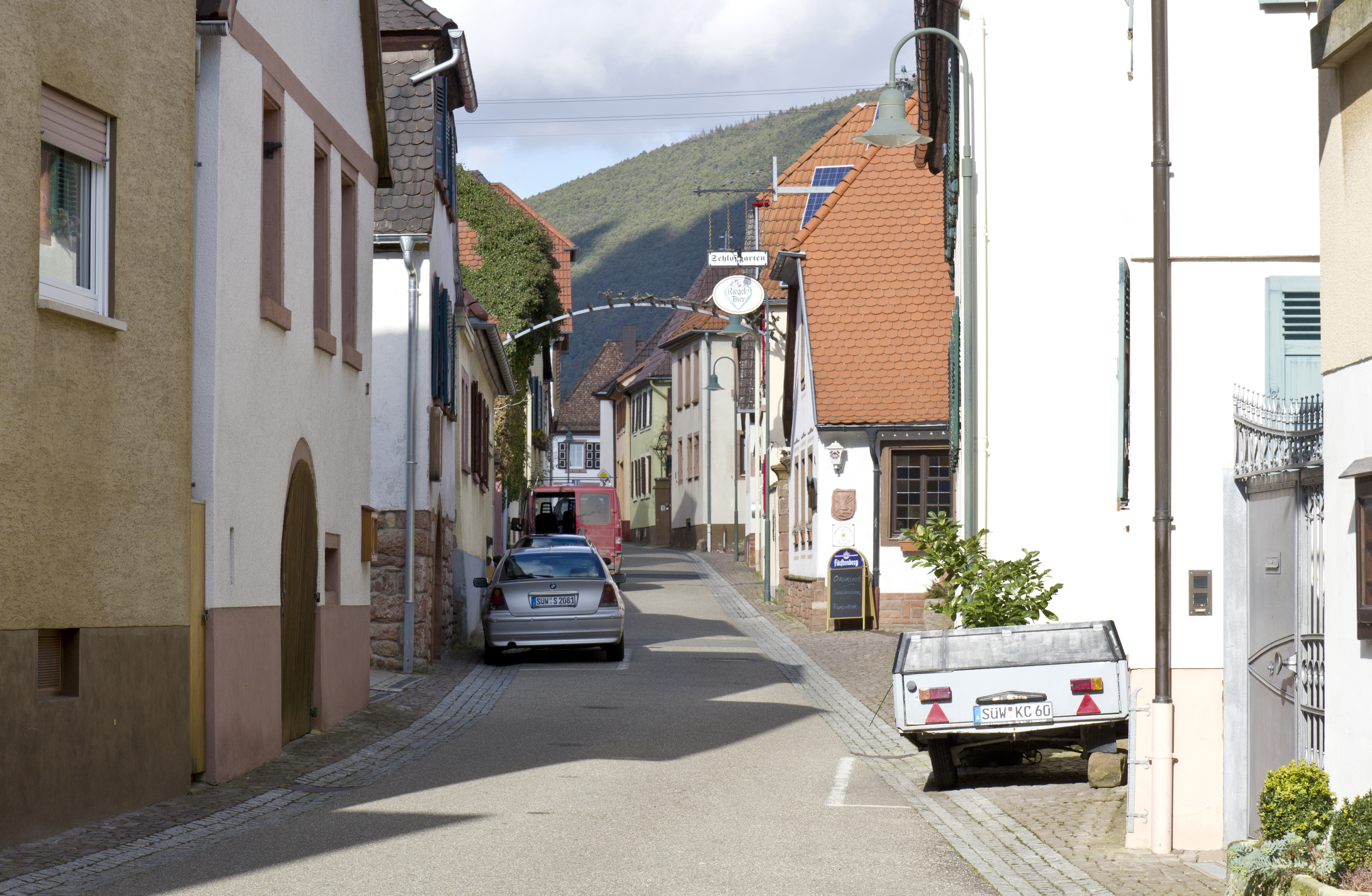
Hoofdstraat
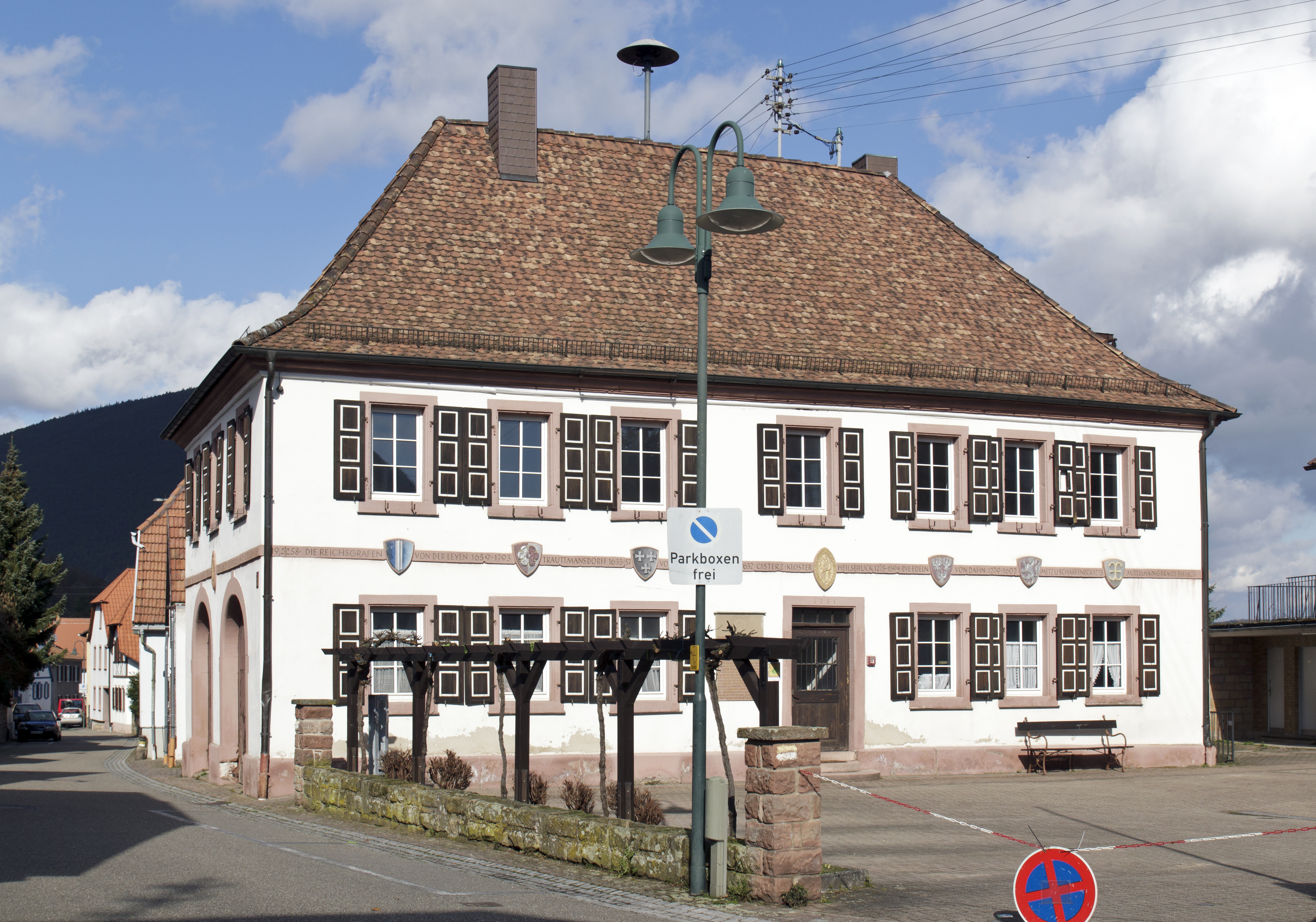
Raadhuis
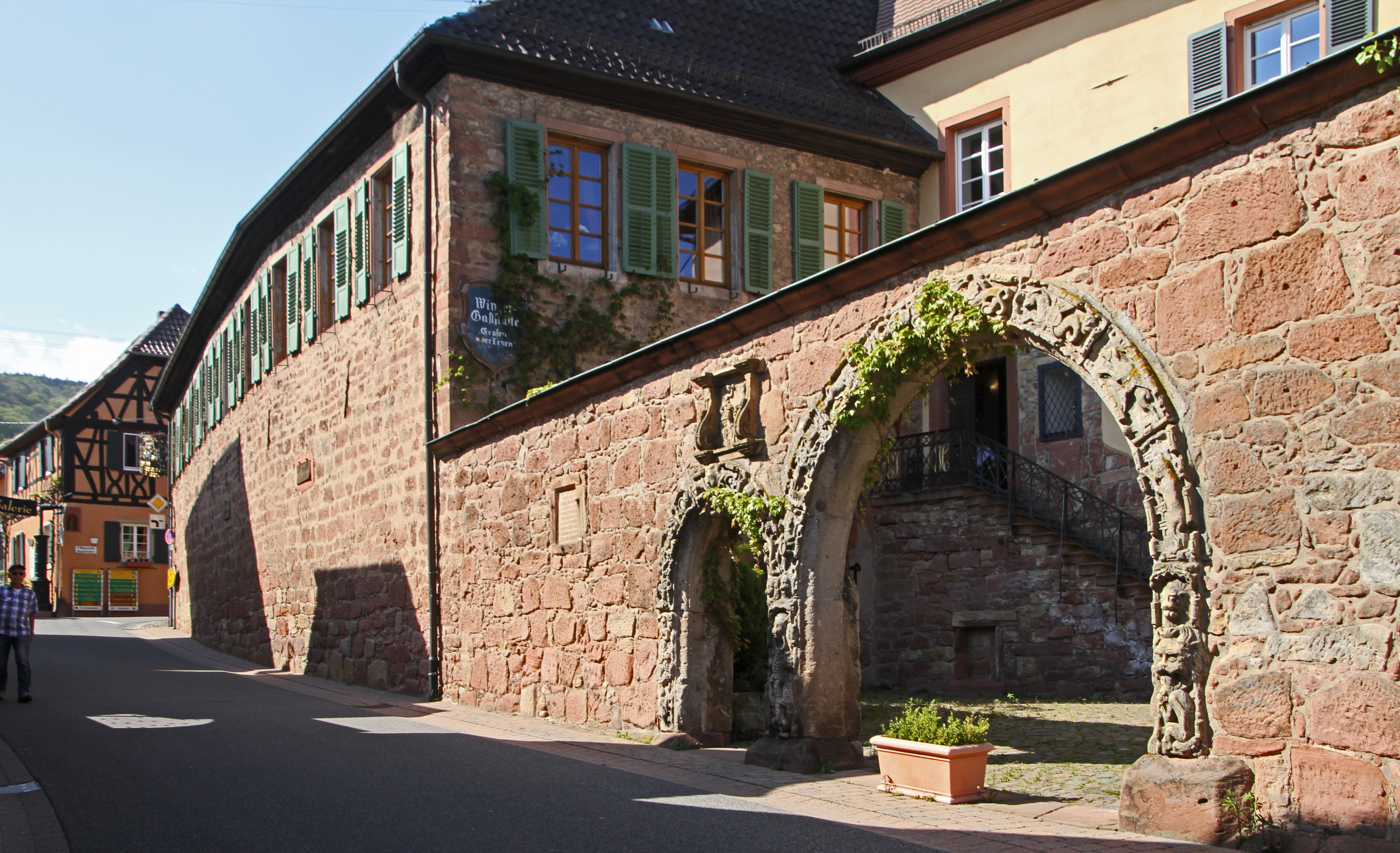
Kasteel
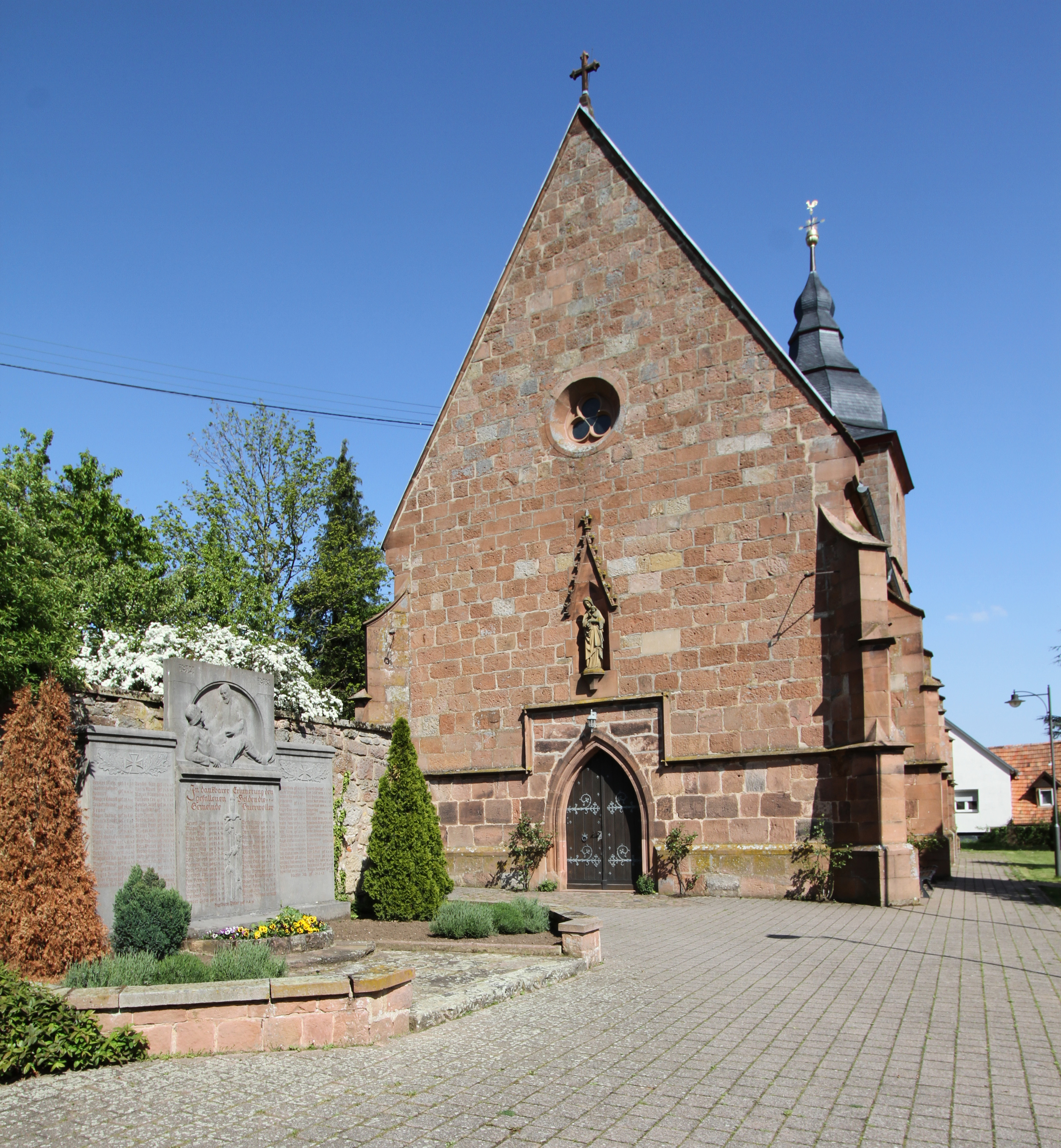
Kerk